# Naschel
Naschel ist eine Gemeinde im Departamento Chacabuco in der Provinz San Luis im Westen Argentiniens.

## Geschichte
Der Ort wurde 1908 gegründet.

## Religion
Die katholische Pfarrkirche St. Antonius von Padua (San Antonio de Padua) in Naschel gehört zum Bistum San Luis; der Pfarrei sind Kapellen in El Conlara, La Punilla, Dique San Felipe und La Esquina zugeordnet. Die Evangelisch-Lutherische Kirche von Argentinien ist mit der Kirche Jesus Christus, der gute Hirte (Jesucristo el Buen Pastor) in Naschel vertreten, die der Pfarrei in Río Cuarto zugeordnet ist.